# Tarbot
De tarbot (Scophthalmus maximus, synoniem: Psetta maxima) is een straalvinnige vis uit de familie van de tarbotachtigen (Scophthalmidae) en de orde van de platvissen (Pleuronectiformes). 

## Kenmerken
De tarbot kan een lengte bereiken van 100 centimeter en een gewicht tot 25 kg. Hij kan maximaal 25 jaar oud worden. Het lichaam van de vis is schijfvormig en wordt relatief dikker naarmate de vis groter wordt. De tarbot is goed te onderscheiden van de griet door de goed voelbare onderhuidse botknobbeltjes. De vis heeft één rugvin en één aarsvin. De ogen zitten aan de linkerzijde, de bek is asymmetrisch, met tanden aan de 'blinde' kant. Aan de bovenzijde bevinden zich kaken die een soort adembuis vormen, waardoor zandvrij water kan worden aangezogen.

## Leefwijze
De tarbot is een echte viseter. Hij verschalkt zijn prooien vanuit een hinderlaag. De vis is zeer goed gecamoufleerd doordat hij goed in staat is om zijn kleur aan te passen aan die van de plaatselijke zeebodem.

## Voortplanting
Een legsel bestaat meestal uit 10 tot 15 miljoen eieren.

## Verspreiding en leefgebied
Deze soort komt voor in het noordoosten en oosten van de Atlantische Oceaan, in de Middellandse Zee en in het zuidwesten van de Grote Oceaan. De tarbot is een zout- en brakwatervis die voorkomt in gematigde wateren. De soort is voornamelijk te vinden in zeeën met een rotsachtige bodem, op een diepte van 20 tot 70 meter. De tarbot houdt zich veel op langs de randen van diepe geulen.

## Relatie tot de mens
De tarbot is voor de visserij van aanzienlijk commercieel belang. De vis wordt ook gekweekt. De tarbot geldt als een delicatesse. In 1995 was de tarbot zelfs onderwerp van wat bekend werd als de tarbotoorlog tussen Canada en Spanje (met steun van de Europese Unie).
Ook is de tarbot ook voor de sportvisser interessant. De soort kan worden bezichtigd in sommige openbare aquaria.

## Status
De soort staat niet op de Rode Lijst van de IUCN.